# Mistrzostwa Polski w kolarstwie torowym – omnium kobiet
Mistrzostwa Polski w kolarstwie torowym w konkurencji omnium kobiet odbywają się od 2010.

## Medalistki
| Rok  | Złoto               | Srebro               | Brąz                 |
| 2010 | Małgorzata Wojtyra  | Katarzyna Pawłowska  | Edyta Jasińska       |
| 2011 | Małgorzata Wojtyra  | Katarzyna Pawłowska  | Natalia Rutkowska    |
| 2012 | Katarzyna Pawłowska | Natalia Rutkowska    | Eugenia Bujak        |
| 2013 | Katarzyna Pawłowska | Małgorzata Wojtyra   | Eugenia Bujak        |
| 2014 | Małgorzata Wojtyra  | Natalia Rutkowska    | Edyta Jasińska       |
| 2015 | Małgorzata Wojtyra  | Łucja Pietrzak       | Natalia Rutkowska    |
| 2016 | Edyta Jasińska      | Natalia Rutkowska    | Karolina Karasiewicz |
| 2017 | Katarzyna Pawłowska | Marta Jaskulska      | Nikol Płosaj         |
| 2018 | Daria Pikulik       | Karolina Karasiewicz | Nikol Płosaj         |
| 2019 | Daria Pikulik       | Nikol Płosaj         | Marta Jaskulska      |
| 2020 | Daria Pikulik       | Łucja Pietrzak       | Marta Jaskulska      |
| 2021 | Nikol Płosaj        | Wiktoria Polak       | Maja Tracka          |
| 2022 | Daria Pikulik       | Wiktoria Polak       | Wiktoria Pikulik     |
| 2023 | Wiktoria Pikulik    | Nikol Płosaj         | Olga Wankiewicz      |
| 2024 | Maja Tracka         | Olga Wankiewicz      | Martyna Szczęsna     |